# Parorsidis rondoni
Parorsidis rondoni là một loài bọ cánh cứng trong họ Cerambycidae.